# Deramas montana
Deramas montana är en fjärilsart som beskrevs av Schröder och Colin G.Treadaway 1978. Deramas montana ingår i släktet Deramas och familjen juvelvingar. Inga underarter finns listade i Catalogue of Life.